# Le Fleuve Niger se meurt
Pour plus de détails, voir Fiche technique et Distribution.
Le Fleuve Niger se meurt est un film documentaire nigérien réalisé en 2006.

## Synopsis
Ce court métrage documentaire raconte l’histoire d’Alfari, habitant au bord du fleuve Niger, qui s’ensable progressivement à cause du changement climatique. Il a dû renoncer à vivre de la pêche et se reconvertir en jardinier, se battant contre les hippopotames qui dévastent ses cultures.

## Fiche technique
- Réalisation : Adam Aborak Kandine
- Production : CRPF/CIRTEF Niamey
- Scénario : Adam Aborak Kandine, Ali Oumarou
- Image : Adam Aborak Kandine
- Son : Ali Oumarou, Balkissa Moussa
- Musique : Issoufou Chanayé (grupo de teatro de Gaya)
- Montage : Adam Aborak Kandine

## Récompenses
- Festival Médias Nord Sud Genève 2006
- Angers 2007
- Quintessence de Ouiddah 2008